# الحزب الديمقراطي الاجتماعي (جمهورية إفريقيا الوسطى)
الحزب الديمقراطي الاجتماعي (بالفرنسية: Parti social-démocrate)‏ هو حزب سياسي وسط أفريقي، أسس في 1991، يقع مقره في بانغي.

## أعضاء بارزون
- كود سباركل
- تحديث القائمة

- Enoch Derant Lakoué